# Elisabeth Daynès
Elisabeth Daynès, nacida en 1960 en Béziers, es una escultora francesa especializada en reconstrucciones antropológicas.

## Obra
En 1981 comenzó a trabajar en el Théâtre de la Salamandre en Lille creando máscaras para las representaciones teatrales. En 1984, fundó su propio estudio, el Atelier Daynès, en París. Algunos años después, el parque de atracciones Le Thot, cercano a Montignac, y muy próximo a la cueva de Lascaux, le encargó que realizase una reproducción fidedigna a tamaño natural de un mamut lanudo junto a un grupo de homínidos.
Desde entonces Elisabeth Daynès se ha especializado en la reconstrucción de homínidos a partir de los fósiles de huesos. Su técnica consiste en reproducir con moldes los fósiles originales y, una vez con la copia de los huesos, aumenta el volumen de la carne gracias a estudios antropométricos con los que se conocen los grosores de los músculos en cada zona. Su trabajo está presente en museos de todo el mundo:
- Musée des Merveilles, en Tende.
- Museo Field de Historia Natural en Chicago.
- Museo del Transvaal en Pretoria.
- Museo Sueco de Historia Natural, en Estocolmo.[2]
- Museo Neanderthal de Krapina, al norte de Croacia.
- Museo de la Evolución Humana, en Burgos.[3]

Una de sus esculturas más notables es una extraordinaria reconstrucción de una familia entera de 17 neanderthales, que está expuesta en el Museo Neanderthal de Krapina.
En 2005 recreó un modelo del faraón Tutankamon en un proyecto para National Geographic. Se presume un enorme parecido con el faraón real, aunque aspectos como las orejas, la punta de la nariz, el color de la piel y los ojos no puedan ser reproducidos con exactitud a ciencia cierta.
También ha realizado una hiperrealista reproducción de un joven Charles Darwin.